# 飯田町 (太田市)
飯田町（いいだちょう）は、群馬県太田市にある地名（町丁）。郵便番号は373-0851。

## 概要
地区にある町丁。市街地を構成している。

## 地理

### 近隣町丁
- 浜町
- 新井町
- 飯塚町
- 小舞木町
- 新島町
- 東本町

## 世帯数と人口
2022年（令和4年）3月31日現在の世帯数と人口は以下の通りである。
| 町丁   | 世帯数  | 人口   |
| ------ | ------- | ------ |
| 飯田町 | 844世帯 | 1536人 |

## 交通

### 鉄道
町内に鉄道は通っていない。

### 道路
西部を南北に国道407号が通っている。また、北部を東西にバーバンク通りが通っている。

## 施設
- 太田市立中央小学校
- 太田中央公園
- 南一番街